# アーレンシア属
アーレンシア属（ーぞく、Ahrensia）は真正細菌のPseudomonadota門アルファプロテオバクテリア綱ヒフォミクロビウム綱アーレンシア科の属の一つである。属名はドイツの微生物学者R. Ahrensの氏名に因む。細胞は桿状であり運動性を持つ。偏性好気性である。